# Craugastor spatulatus
Espèce
Synonymes
- Eleutherodactylus spatulatus Smith, 1939
- Eleutherodactylus bufonoides Lynch, 1965

Statut de conservation UICN

 EN B1ab(iii,v) : En danger
Craugastor spatulatus est une espèce d'amphibiens de la famille des Craugastoridae.

## Répartition
Cette espèce est endémique du Mexique. Elle se rencontre jusqu'à 1 800 m d'altitude à Cuautlapam dans l'État de Veracruz et à Vista Hermosa dans la sierra Juárez dans l'État de Oaxaca.

## Taxinomie
Eleutherodactylus bufonoides a été placée en synonymie avec Eleutherodactylus spatulatus par Lynch en 1970, Celle-ci a été placée dans le genre Craugastor par Crawford et Smith en 2005.

## Publication originale
- Smith, 1939 : Mexican Herpetological Novelties. Proceedings of the Biological Society of Washington, vol. 52, p. 187-195 (texte intégral).